# Bristol Blenheim
Pour les articles homonymes, voir Blenheim.
 (septembre 2014).
Le Bristol Blenheim (prononciation anglaise /ˈblɛnɪm/) est un bombardier léger rapide triplace britannique de la Seconde Guerre mondiale. Issu d’un projet civil, ce bimoteur a été le premier monoplan métallique à aile cantilever à entrer en service dans la RAF. Plus rapide que la majorité des chasseurs en service en 1936, il se révéla décevant à l’épreuve des premiers combats en 1939, mais occupa une place importante dans le dispositif militaire britannique au début de la Seconde Guerre mondiale.

## Origine

### Bristol 135
En 1934, Bristol Aeroplane Company présenta au Salon international de l’aéronautique de Paris la maquette grandeur nature du fuselage d’un bimoteur de transport rapide sur lequel Frank Barnwell, responsable du bureau d’études Bristol, travaillait depuis juillet 1933. Monoplan à aile basse cantilever de construction entièrement métallique avec revêtement travaillant, cet appareil devait transporter six à huit passagers en cabine fermée à 290 km/h. Comme il n’existait pas de moteurs compatibles avec cette cellule, Bristol annonçait également le développement d’un moteur neuf cylindres en étoile de 350 ch baptisé Aquila.

### Bristol 142
Les frères Harmsworth étaient propriétaires de grands titres de la presse anglaise, comme The Daily Mail, The Daily Mirror ou The Times. Le plus jeune, Lord Rothermere, avait toujours suivi de près les développements de l’aviation, allant jusqu’à occuper le poste de secrétaire d’État à la Royal Air Force du gouvernement Lloyd George. Quand Lord Beaverbrook, autre magnat de la presse britannique, acheta le DC-1, Lord Rothermere se sentit piqué au vif et informa Bristol Aeroplane Company qu’il pourrait acheter un appareil du type Bristol 135 s’il pouvait relier sans escale les principales villes européennes. Or le Bristol 135 ne disposait pas d’une autonomie suffisante. Frank Barnwell modifia donc son projet initial.
Le nouveau projet, daté du 27 avril 1934, portait sur un monoplan équipé de moteurs Bristol Mercury VI de 640 ch et pouvant atteindre 400 km/h. La voilure du Bristol 135 était conservée, mais le fuselage était plus fin grâce à une structure monocoque permettant de loger six passagers derrière les deux pilotes, qui disposaient d’un excellent champ de vision en raison de la forme particulière du fuselage avant. Le train principal se relevait vers l’arrière dans les fuseaux-moteurs.
Le prototype Bristol 142 effectua son premier vol le 12 avril 1935 à Filton, piloté par le capitaine Cyril Uwins, chef-pilote du constructeur, avec l’immatriculation d’essais [R-12] et des hélices quadripales en bois. Après avoir reçu des hélices tripales Hamilton Standard à pas variable, le prototype, baptisé Britain First par son propriétaire, effectua ses essais de certification à Martlesham Heath en juin 1935. il fut chronométré à 459 km/h à pleine charge, soit 48 km/h de mieux que le dernier chasseur commandé en série par la RAF, le Gloster Gladiator. Surpris par le résultat, le ministère de l'Air demanda à Lord Rothermere de pouvoir étudier l’appareil. Celui-ci offrit son bimoteur à l’Air Council. L'unique Bristol 142 ne porta donc jamais l’immatriculation civile [G-ADCZ] qui lui avait été attribuée.
Officiellement pris en charge par la RAF en juillet 1935, le Bristol 142 reçut les cocardes anglaises avec le numéro de série [K7557] et servit aux missions de transport du RAE de Farnborough jusqu’en 1942.

### Bristol 143
Parallèlement au type 142, le bureau d’études Bristol développa une version plus sommaire et moins coûteuse destinée à remplacer le type 135. Il s’agissait en fait d’un Bristol 142 avec les moteurs Bristol Aquila III développés pour le Type 135. L’unique prototype Bristol 143 effectua son premier vol le 20 janvier 1936 avec l’immatriculation temporaire [R-14] et, comme le Bristol 142, fut remis à la RAF sans avoir jamais porté l’immatriculation civile [G-ADEK] qui lui avait été réservée. Cet avion ne fut jamais utilisé par la RAF, mais employé comme banc d’essais par Bristol Aeroplane Company à Filton.
Le Bristol 143 fut le premier à faire l’objet de développements militaires. Dès décembre 1934, ce bimoteur fut proposé au Coastal Command comme appareil de reconnaissance et de surveillance côtière. En janvier 1935 fut proposé à la Finlande le Bristol 143F, un chasseur bombardier équipé de moteurs Mercury IX, d’un canon Madsen de 20 mm avant et d’une tourelle dorsale. Le gouvernement finlandais négociait l’achat de neuf appareils quand émergea le projet Bristol 142M.

### Bristol 142M Blenheim
Contrairement à ce qui a été souvent écrit, la transformation du Bristol 142, bimoteur de transport rapide, en bombardier moyen, fut un important travail d’ingénierie : proposé le 9 juillet 1935 au ministère de l'Air, le projet portait sur un bombardier biplace équipé de moteurs Aquila ou Mercury, devant transporter 450 kg de bombes sur 1 600 km. Par rapport au Bristol 142 la voilure était relevée de 41 cm pour permettre d’installer sous les longerons une soute ventrale pouvant loger quatre bombes de 110 kg ou deux bombes de 225 kg. Le stabilisateur étant agrandi et relevé, l’introduction de trim-tab sur chaque gouverne de profondeur remplaçant le dispositif d’ajustement de l’incidence, et la dérive allongée de 20 cm. La roulette arrière devenait escamotable, asservie par câble au train principal pour éviter tout équipement hydraulique à l’arrière du fuselage. Enfin le fuselage avant était modifié (mais pas allongé) pour y installer un poste de bombardier et une mitrailleuse Browning de 7,7 mm et une tourelle dorsale semi rétractable était envisagée. Renforts de structure et équipements militaires compris, la masse à vide était augmentée de 10 % et la masse totale en charge de 24 %.
Les essais effectués avec le Britain First ayant donné une idée précise de ce que serait le futur appareil, il ne parut pas nécessaire au ministère de l'Air de passer par une phase prototype et courant août fut établie la spécification B.28/35 pour couvrir la définition de l’appareil, une commande de 150 appareils notifiée sur plans et le nouveau bombardier baptisé Blenheim. La RAF, qui attendait beaucoup du bimoteur entendait aller très vite, et les deux premiers appareils de série devaient servir aux essais de mise au point.
Le premier appareil de série [K7033] effectua son premier vol le 25 juin 1936 et dès décembre une commande supplémentaire de 434 bimoteurs était notifiée à la Bristol Aeroplane Company avec instruction d’accélérer la production. Un an plus tard 25 Blenheim sortaient chaque jour de l’usine de Filton tandis que deux autres chaînes de montage étaient ouvertes, chez Rootes Securities Ltd à Speke (422 appareils commandés) et A.V.Roe & Co Ltd à Chadderton (250 appareils commandés). En 1937, une dernière commande pour 134 avions fut passée à Bristol.

## Les versions

### Blenheim Mk I
Le premier appareil de série [K7033] débuta ses essais avec des moteurs Bristol Mercury VI-S.2 de 840 ch et atteignit durant ses essais à Martlesham Heath la vitesse de 452 km/h à 3 657 m bien que pesant en charge 900 kg de plus que le Bristol 142. Cet appareil subit rapidement quelques modifications qui furent immédiatement introduites sur les appareils de série : remplacement des moteurs par des Mercury VIII de 840 ch, suppression du phare d’atterrissage à l’aile droite, modification du vitrage latéral du cockpit. Un peu plus tard on supprima les casseroles d’hélice et la roulette arrière devint fixe. Aménagé pour trois hommes (un pilote, un navigateur-bombardier et un radio-mitrailleur), le Blenheim I était armé d’une mitrailleuse Browning de 7,7 mm dans l’aile gauche et d’une Vickers K de même calibre dans une tourelle dorsale Bristol à commande hydraulique.
Le premier appareil à entrer en service opérationnel [K7035] fut livré au No 114 Sqdn stationné à Wyton début 1937, qui fut déclaré opérationnel le 10 mars 1937, à peine quatre ans après que Barnwell ait tracé sur le papier les premiers dessins du Type 135. La participation du Blenheim au meeting annuel de Hendon, toujours en 1937, fit sensation, et la livraison d’appareils aux escadrilles basées en Irak ou aux Indes fit l’objet de quelques vols spectaculaires, comme un vol groupé entre Dhibban et Aboukir, soit 1 306 km couverts en 3,25 heures. Quand éclata la crise de Munich on comptait 15 squadrons de la RAF opérationnels au Royaume-Uni sur Blenheim Mk I, appareils remplacés en première ligne par des Blenheim Mk IV en septembre 1939. Quelque 200 exemplaires furent convertis en chasseurs de nuit, les autres allant renforcer l’équipement de la RAF au Proche-Orient ou étant exportés.
Également, un Blenheim I [L1348] fut modifié en appareil de reconnaissance photographique sans recevoir de désignation particulière. La voilure était réduite de 91 cm, la tourelle supprimée, les panneaux vitrés à la base du fuselage avant occultés, et divers équipements photographiques installés dans le fuselage. Avec des moteurs ‘gonflés’, cet appareil atteignait 476 km/h à 2 440 m.

### Blenheim IF
Quelque 200 bombardiers Blenheim Mk I furent modifiés en chasseur (d'où le F pour Fighter) d’escorte bimoteur avec quatre mitrailleuses fixes Browning de 7,7 mm logées dans un carénage ventral avec 500 cartouches par arme, les premiers appareils étant mis en service par le Squadron No 25 en décembre 1938. En septembre 1939 six squadrons de chasse étaient équipés ou en cours d’équipement. Cet appareil se révéla un piètre chasseur de jour, proie facile des monoplaces ennemis, mais un excellent chasseur nocturne, équipé successivement des radars d’interception AI Mk II, III et IV. Les premières sorties de nuit eurent lieu fin décembre 1939, et la première interception réussie fut réalisée dans la nuit du 22 au 23 juillet 1940 avec un radar AI Mk IV.

### Blenheim II
Un unique Blenheim I [L1222] fut équipé de réservoirs d’aile agrandis, la structure étant renforcée pour autoriser une masse en charge 6 340 kg et probablement la possibilité d’emporter des bombes sous voilure. Pas de numéro de Type connu.

### Blenheim III
Il semble que cette désignation ait été attribuée à un projet de Blenheim IV qui aurait conservé la voilure du Mk I (donc similaire au Blenheim IVL). Comme le précédent, ce modèle n’a pas reçu de numéro de Type et certains auteurs continuent à prétendre que le prototype du Bristol 149 Bolingbroke [K7072] fut initialement baptisé Blenheim III, une erreur volontairement colportée durant la guerre aux fins de propagande.

### Bristol 149 Bolingbroke
Pour répondre à la spécification des bimoteurs polyvalents G.24/35 (reconnaissance côtière et bombardement), le Type 149 était un Mk I légèrement modifié avec des moteurs Aquila AE-3M permettant une autonomie plus importante. Après un allongement de l’avant du fuselage de 91 cm pour installer le radionavigateur devant le pilote, cet appareil fut commandé à 150 exemplaires en novembre 1936 sous le nom de Bolingbroke. En 1937, un Blenheim I [K7072] fut donc prélevé sur chaîne pour être converti en prototype du Bristol 149 Bolingbroke (et non Blenheim III).
On commença par avancer le pare-brise et le poste du bombardier de 90 cm sans modifier la position du pilote. Mais avant le début des essais en vol on réalisa que le pilote allait manquer sérieusement de visibilité. Le pare-brise fut donc ramené à sa position initiale et la toiture vitrée du poste avant abaissée sous la ligne de vision du pilote. Ainsi modifié, il prit l’air le 24 septembre 1937, mais la visibilité vers l’avant à l’atterrissage laissait encore à désirer. La partie supérieure gauche fut donc surbaissée, donnant une allure très caractéristique à l’avant de cet appareil.
L'Aviation royale canadienne souhaitant adopter cet appareil, des négociations s’engagèrent en vue d’une production outre-Atlantique, les plans de fabrication du Bolingbroke à Filton pour les besoins de la RAF étant abandonnés au profit d’une poursuite de la production du Mk I pour équiper les unités d’Outre-mer. Le prototype du Bolingbroke [K7072] fut donc expédié au Canada pour faciliter le lancement de la production chez Fairchild Aircraft Ltd à Longueuil.
- Bolingbroke I : 18 appareils produits selon les plans fournis par Bristol Aeroplane Company, sensiblement identiques au [K7072] avec moteurs Mercury VIII.
- Bolingbroke II : Un Mk I reconstruit au standard Mk IV après accident.
- Bolingbroke III : Il fut envisagé de pourvoir équiper indifféremment le Bolingbroke de skis ou flotteurs à la place du train d’origine pour répondre aux conditions particulières du Canada. Mais en fait l’idée sera abandonnée après la modification d’un Bolingbroke I [717] avec deux flotteurs EDO.
- Bolingbroke IV : Version de série redessinée aux standards nord-américains pour utilisation par les forces aériennes canadiennes ou américaines. 125 exemplaires furent construits avec moteurs Mercury XV.
- Bolingbroke IVC : Un Mk IV achevé avec des moteurs neuf cylindres en étoile Wright R-1820-G3B Cyclone de 990 ch.
- Bolingbroke IVW : 15 appareils livrés avec des moteurs 14 cylindres en double étoile Pratt & Whitney Twin Wasp R1830 de 1200 ch.
- Bolingbroke IVT : 517 appareils destinés à l’entraînement des bombardiers, mitrailleurs, pilotes de bimoteurs, et même au remorquage de cibles.

### Bristol 149 Blenheim IV
Dès 1935 Frank Barnwell travailla à diverses évolutions du Type 142M. Pour répondre à la spécification M.15/35 le Type 150 était un bombardier-torpilleur à moteurs Bristol Perseus VI emportant une torpille en soute ventrale. La spécification G.24/35 fut couverte, on l’a vu, par le Type 149 Bolingbroke, mais en avril 1935 commença le développement d’une nouvelle version du Blenheim destinée à satisfaire à la fois à la spécification G.24/35 (bimoteur polyvalent) et à la spécification M.15/35 (bombardier-torpilleur). Ce projet aboutira au Bristol 152 Beaufort, mais le Coastal Command ne pouvait attendre et le développement du Beaufort risquait d’être perturbé par la disparition accidentelle de Frank Barnwell, victime d’un accident à bord d’un avion léger qu’il avait construit lui-même et qui effectuait son second vol.
Le ministère de l'Air s’intéressa donc à nouveau au Bolingbroke et décida de relancer la production de l’appareil, qui conserva le Type 149 mais fut baptisé Blenheim IV. Le Blenheim IV est donc un Blenheim Mk I avec le fuselage avant du Bolingbroke et la voilure du Blenheim II, donc avec de nouveaux réservoirs d’aile pour accroître l’autonomie. Il n’y eut pas de prototype et on passa fin 1938 du Mk I au Mk IV en modifiant simplement sur chaîne 68 cellules de Blenheim I en cours de production.
- Blenheim IVL : 68 cellules de Mk I modifiées sur chaîne, donc sans les réservoirs d’aile du modèle standard.
- Blenheim IVF : Chasseur de nuit correspondant au Blenheim IF, l’armement étant identique. Environ 60 exemplaires furent ainsi modifiés, utilisés principalement par treize escadrilles de chasse de la RAF.
- Blenheim IV : Modèle standard à moteur Mercury XV de 920 ch au décollage. Comme pour le Blenheim I la capacité de la soute était de 454 kg, mais 145 kg supplémentaires pouvaient être emportés sous voilure. L’armement défensif était en principe identique à celui du Mk I mais dès les premiers combats il apparut nécessaire d’améliorer l’armement défensif de ce bombardier. Parmi les modifications standards introduites en cours de production on trouve l’installation d’une mitrailleuse Vickers K en pivot dans la pointe avant et une mitrailleuse Browning installée dans une gondole vitrée sous le fuselage avant, à l’emplacement de la trappe d’évacuation de l’équipage, et tirant vers l’arrière. Les derniers appareils de série reçurent une tourelle dorsale Bristol B.I Mk.IIIA avec deux Vickers K ou B.I Mk IV avec deux Browning. Un jumelage télécommandé Frazer-Nash avec deux Browning tirant vers l’arrière fut finalement monté sous la pointe avant de quelques appareils. On vit aussi des modifications plus ou moins efficaces apportées en escadrilles, comme des mitrailleuses fixes tirant vers l’arrière et installées soit dans les nacelles de moteur soit dans la pointe arrière du fuselage.

### Un projet quadrimoteur
Début 1935, tandis qu’on travaillait sur les liasses de détail du Type 142M, Frank Barnwell étudia plusieurs dérivés. Les Types 149 et 150 ont été évoqués plus haut mais un autre projet, qui ne semble pas avoir été numéroté, ne conservait que le fuselage avant du Blenheim, associé à un fuselage arrière affiné et une voilure de 29,26 m avec 4 moteurs Mercury IX. Cet appareil de 17 000 kg fut ressorti des cartons en 1938 pour le programme B.1/39 qui ne donna pas lieu à réalisation.

### Bristol 160 Blenheim V
En janvier 1940, Bristol proposa au ministère de l'Air une version du Type 149 Blenheim IV spécialement adapté à l’appui tactique, la pointe avant étant modifiée pour y loger quatre mitrailleuses Browning de 7,7 mm (1 000 coups chacune). Ce projet prenait en compte l’expérience acquise durant les premiers mois de conflit en Europe, l’appareil pouvant également être utilisé comme chasseur ou comme avion d’entraînement. L’Air Staff envisageant déjà ce type d’appareil, la spécification B.6/40 fut rédigée autour de cette définition pour permettre la commande de deux prototypes Bristol 160 Bisley Mk I, dont la réalisation fut confiée à Rootes Securities, principal sous-traitant de Bristol sur le programme Blenheim.
Outre la partie avant du fuselage modifiée, le poste de pilotage était blindé, le pare-brise redessiné, une tourelle dorsale Bristol B.X équipée de deux mitrailleuses Browning était installée et les moteurs devenaient des Mercury XVI pour de meilleures performances à basse altitude. Alors que les prototypes étaient en chantier, la fiche-programme fut modifiée pour permettre une utilisation alternative comme bombardier à très haute altitude. Il fut donc décidé de réaliser une pointe avant interchangeable : pour les missions à haute altitude, elle devenait vitrée dans sa partie gauche pour loger un bombardier-navigateur et recevait un carénage inférieur lui permettant de s’asseoir, mais aussi de loger une barbette Frazer-Nash (en) avec deux mitrailleuses Browning tirant vers l’arrière. Les moteurs devenaient des Mercury XV ou XXV de 830 ch, insuffisants pour un appareil dont le poids total atteignait 7 700 kg.
La désignation Blenheim V remplaça celle de Bisley avant que le premier Bristol 160 [AD657] ne prenne l’air à Filton le 24 février 1941 avec la pointe avant de la version d’attaque au sol, le second prototype [AD661] étant équipé en bombardier d’altitude. La version basse-altitude fut rapidement abandonnée et 940 appareils de série à moteurs Mercury 25 ou 30 furent construits par Rootes Securities Ltd à Blythe Bridge jusqu’en juin 1943. Les premiers exemplaires furent livrés au No 18 Sqdn au cours de l’été 1942, l’appareil entrant en opérations courant novembre en Afrique du Nord.
Le Blenheim V aura une carrière très courte, qui s’achèvera fin 1943 en Extrême-Orient. Un certain nombre modifiés en double commande sans tourelle dorsale pour les OTU du Fighter Command, quelques appareils en service en Méditerranée furent transférés en 1942 à la Turquie et d’autres cédés au Portugal, qui disposait déjà d’un certain nombre de Mk IV internés à la suite d'atterrissages forcés sur son territoire.

## Production
- Bristol Aeroplane Company Ltd, Filton : 700 Blenhein I et 312 Blenheim IV.
- A.V.Roe & Co Ltd, Chadderton : 250 Blenheim I et 750 Blenheim IV.
- Fairchild Aircraft Ltd, Longueuil, Canada : 676 Bolingbroke I, II, III, IV, IVW, IVC et IVT.
- Rootes Securities Ltd, Speke et Blythe Bridge : 380 Blenheim I, 2100 Blenheim IV et 940 Blenheim V.
- Ikarus A.D. en Yougoslavie : 16 Blenheim I.
- Valtion Lentokonetehdas en Finlande : 45 Blenheim I et 10 Blenheim IV.

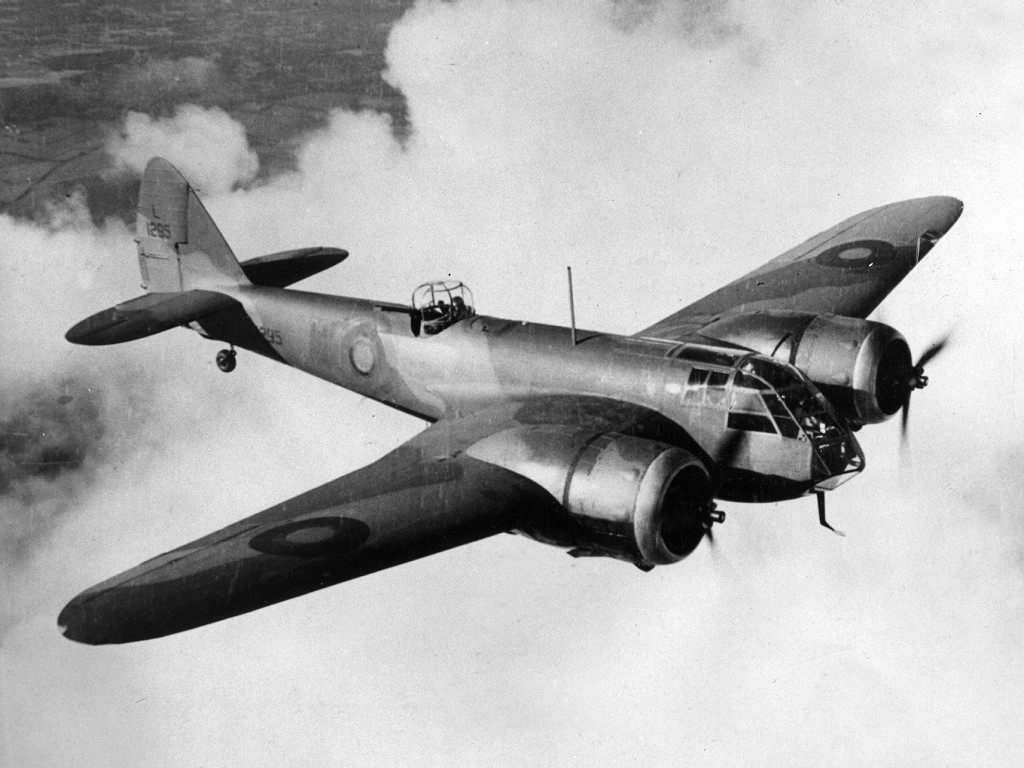
Bristol Blenheim Mk I.
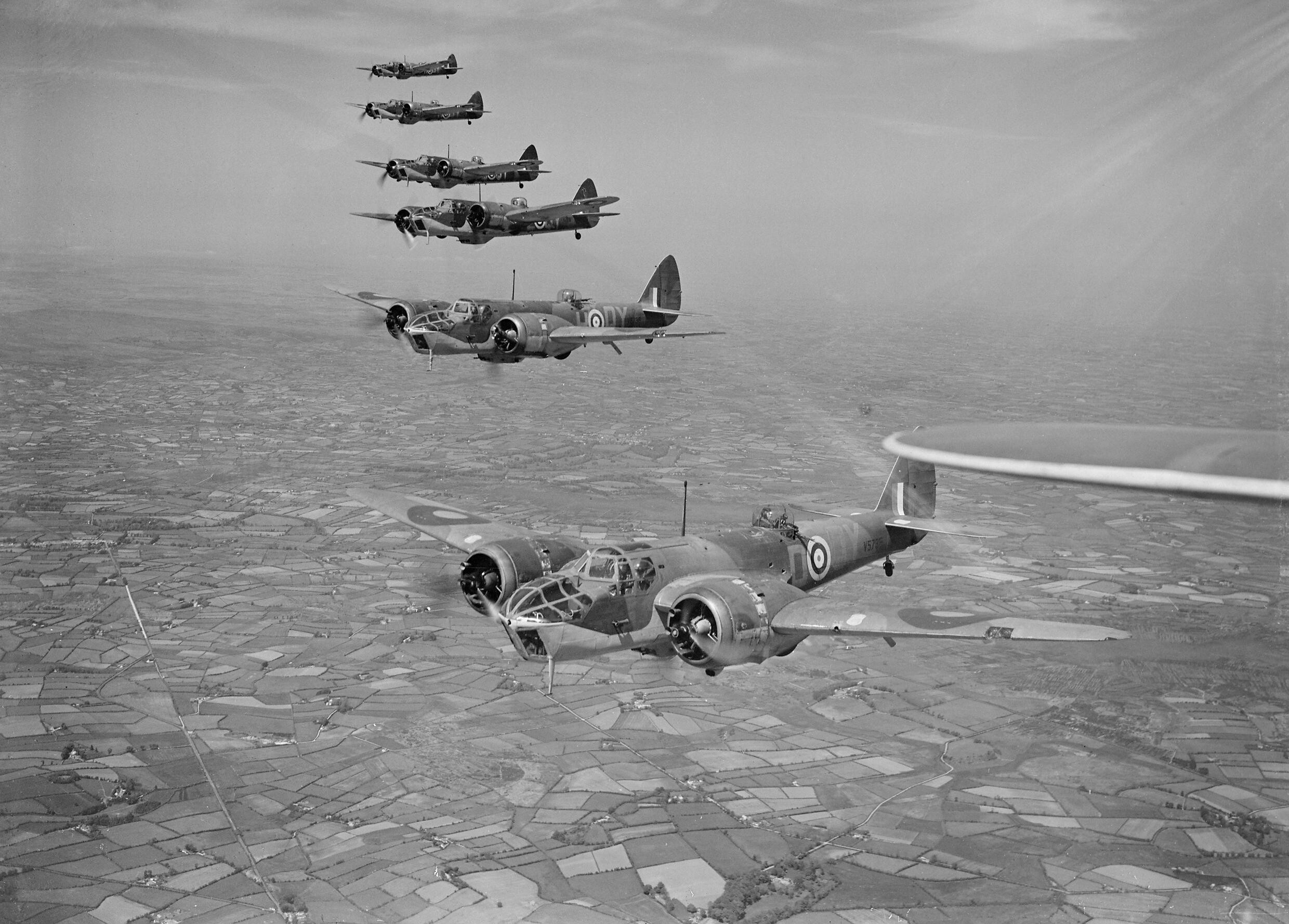
Bristol Blenheim Mk IV.
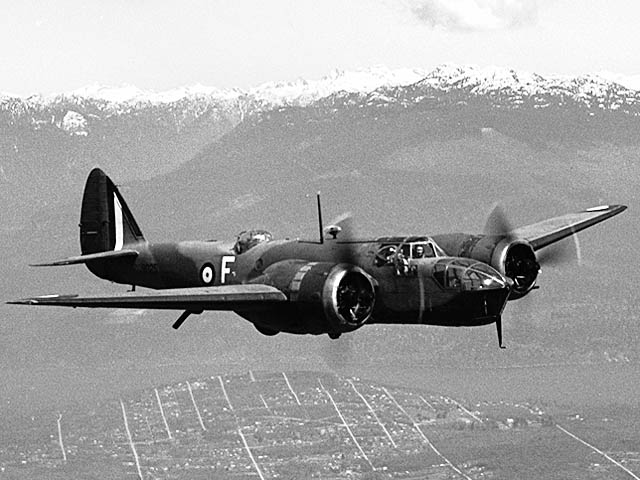
Bristol Bolingbroke.

## En service
- Union d'Afrique du Sud :
- Australie :
- Canada : Les Bolingbroke canadiens furent utilisés à des missions de surveillance des côtes canadiennes, mais aussi et surtout par les écoles du BCATP pour assurer la formation de spécialistes : bombardiers, mitrailleurs…
- État indépendant de Croatie : Moins d'une dizaine d'appareils yougoslaves furent récupérés ou reconstruits par l’aviation croate[1].
- Finlande : La Finlande, qui négociait l’achat de neuf Bristol 143F début 1935, reporta tout naturellement sa commande sur le Blenheim et 18 Mk I furent livrés entre juillet 1937 et juin 1938. Une licence de production fut également achetée au profit de l’usine gouvernementale d’aviation de Tampere, les moteurs Mercury étant aussi produits localement. Les appareils finlandais se distinguaient par une soute ventrale élargie pour accepter des bombes suédoises ou américaines et pouvaient recevoir des skis à la place des roues, le train étant alors fixe.

Le premier lot de quinze appareils construits à Tampere fut livré en 1941, la production se poursuivant jusqu’en 1944. 45 Mk I furent construits sous licence mais la Finlande obtint également 12 Blenheim IV des surplus de la RAF peu avant la seconde guerre russo-finlandaise, dix autres étant construits sous licence, et huit à partir de pièces livrés par l'Allemagne. Les Blenheim finlandais furent surtout utilisés par les LLv 42, 44 et 46. Le dernier est retiré en 1958
- France : À la fin de l'année 1940, le « Groupe réservé de bombardement no 1 » (GRB1) des FAFL comprenait deux escadrilles de six Blenheim IV, l'une à Douala, l'autre à Maïduguri (près de Fort-Lamy). Elles participèrent à la préparation de l'offensive de la colonne Leclerc contre Koufra, effectuant plusieurs missions de reconnaissances photographiques au-dessus de l'oasis, mais ne participant pas à l'attaque des installations italiennes, faute d'équipements et de munitions. Après la chute de Koufra (1er mars 1941), six appareils participèrent aux opérations en Érythrée. Fin septembre 1941 fut créé le Groupe de bombardement Lorraine, héritier du GRB1. Basé près de Damas, puis transféré en Égypte, ses premiers objectifs sont les colonnes blindées de Rommel en Cyrénaïque. Après 380 missions, le groupe sera affecté à des missions de surveillance côtière le long des côtes de Palestine jusqu'à son départ pour l'Angleterre à l'automne 1942. Il fut alors remplacé, pour surveiller les côtes de la Méditerranée orientale, par un nouveau groupe, le Picardie, sur Blenheim V.
- Royaume-Uni: Au moment de la Crise de Munich la RAF disposait au Royaume-Uni de 15 squadrons opérationnels sur Blenheim Mk I : No 21, 44, 57, 61, 67, 82, 90, 101, 104, 107, 108, 110, 114, 139 et 144. Dès mars 1939 leur rééquipement sur Blenheim IV commença avec l’arrivée des premiers exemplaires au No 90 Sqdn, rééquipement achevé en septembre 1939.

Le 1er septembre 1939 le Bomber Command de la RAF disposait de dix squadrons de Blenheim (dont six sur Mk IV), regroupés au sein du No 2 Group, dont le commandement se trouvait à Wyton, mais quatre Squadrons de Mk IV (No 18, 53, 114 et 139) et deux sur Mk I (No 53 et 55) sont détachés en France an sein de la British Expeditionary Force et deux opèrent avec les Fairey Battle de l’Advanced Air Striking Force (AASF). Dès le 3 septembre 1939 un Blenheim IV du No 139 Sqdn franchissait la frontière allemande pour une reconnaissance. C’est la première sortie de guerre de la RAF durant la Seconde Guerre mondiale. Le lendemain cinq appareils du No 110 Sqdn décollèrent à 15 h 45 d’Ipswich pour attaquer la flotte allemande, repérée près de Wilhelmshaven. Trois appareils touchèrent le cuirassé de poche Admiral Scheer, un appareil étant porté manquant. Décollant à 16 h pour le même objectif, quatre Blenheim du No 107 Sqdn ne rentrèrent pas, un cinquième regagna sa base sans avoir trouvé l’objectif.
En mai 1940, les bimoteurs de l’AASF tentèrent de ralentir les colonnes blindées allemandes, mais les pertes furent très élevées, le Blenheim se révélant très vulnérable face aux chasseurs. Malgré cela, et après regroupement au Royaume-Uni, les Blenheim continuèrent à effectuer des missions sur la Manche et à survoler le continent de jour, souvent sans escorte. On ne compte pas les attaques de navires dans la Manche, en mer du Nord ou dans le golfe de Gascogne, et le 4 juillet 1941 a lieu un fameux raid sur Brême. Le Bomber Command utilisa le Blenheim jusqu’au 18 août 1942, l’appareil étant remplacé par le Douglas Boston ou le de Havilland Mosquito.
Quand l’Italie entra en guerre en juin 1940, le RAF Middle East Command couvrait un vaste territoire qui allait du royaume d'Irak à l’Est africain, du royaume d'Égypte (protectorat anglais) et de la Palestine mandataire au protectorat d'Aden, et disposait de neuf unités de Blenheim : les No 30, 45, 55, 113 et 211 Sqdn en Égypte, No 84 sqdn en Irak, No 8, 11 et 39 sqdn à Aden. Seul le No 113 Sqdn était équipé de Mk IV et le No 8 Sqdn n’était que partiellement équipé, disposant encore d’un flight de Vickers Vincent. On trouvait à la même date en Inde/Extrême Orient les No 34, 60 et 62 Sqdn sur Blenheim Mk I, le No 27 Sqdn n’étant rééquipé de Mk IF qu’en novembre.
En mai 1941, le Middle East Command disposait toujours de onze unités sur Blenheim : No 39 à Shandur, No 45 (rééquipé avec des Mark IVF) et 55 (Mark IV) à Maaten Bagush, ce qui restait des No 11, 30 et 113 Squadrons en Crète ou en route pour l’Égypte et la Palestine, les No 84 et 211 Squadron, reconstitués en Palestine après avoir évacué la Grèce, le No 203 Squadron (Mark IVs) dont les appareils sont dispersés dans toute la zone, à Port Soudan le No 14 Squadron qui avait perdu ses Wellesley puis ses Gladiator entre septembre 1940 et mars 1941, remplacés par des Blenheim IV et à Aden le No 8 Squadron avec une dotation mixte de Blenheim I et IV, et toujours un flight de Vincent. En juin 1941 fut constitué à Wadi Gazouza, Soudan anglo-égyptien, un No 72 OTU avec une dotation mixte de Mk I et Mk IV pour assurer la formation d’Australiens venus renforcer la RAF en Méditerranée.
Quand l'empire du Japon ouvrit les hostilités en décembre 1941, les No 84 et 211 Sqdn (Mk IV) furent transférés en Extrême Orient courant janvier 1942. Ils avaient été précédés de quelques jours par le No 113 sqdn avec 16 Mk IV pour opérer en Birmanie. En février, ils furent rejoints par le No 45 sqdn. En mars 1942 les combats pour la défense de Singapour, Sumatra, Java et de la Birmanie britannique décimèrent les Nos 27, 34 et 60 sqdn (Mark I et Brewster F2A Buffalo), No 62 sqdn (Mark I et Lockheed Hudson, No 84 et 211 Sqdn. Transféré à Colombo durant le mois, le No 11 Squadron (rééquipé sur Mark IV) allait aussi connaître des moments difficiles.
En avril 42, le Middle East Command disposait toujours dans le désert de l’ouest des No 203, 55 Squadron et 14 Squadron, dont les Mark IV étaient dispersés en petits détachements. Il est très difficile de reconstituer avec précision les mouvements de ces unités durant cette période très mouvementée. Les archives sont incomplètes et les documents officiels pas toujours fiables.
Mis en service au cours de l’été 1942, le Blenheim V équipa les No 13, 18, 114, 244, 454 et 614 Sqdn sur les fronts d’Afrique du Nord et du Proche-Orient, mais les pertes étant excessives ce bimoteur fut rapidement remplacé par des Martin Baltimore ou Lockheed Ventura. En Malaisie britannique les No 11, 42, 113 et 211 Sqdns furent donc les dernières unités de première ligne à voler sur Blenheim, les derniers Mk V étant retirés fin 1943.
- Grèce : douze Blenheim IV des surplus de la RAF furent livrés à l’aviation hellénique entre octobre 1939 et février 1940.
- Italie : L'Italie mit la main sur 2 Blenheim, un Blenheim IV qui avait atterri par erreur sur l'île de Pantelleria au 13 septembre 1940 et l'autre provenant de Yougoslavie. Cependant, les Britanniques purent les récupérer tous deux en Afrique du Nord. Lors de la capitulation de la Grèce, l'Italie et l'Allemagne se partagèrent les 31 bombardiers capturés.
- Nouvelle-Zélande :
- Portugal : Outre des Blenheim IV britanniques contraints à l’atterrissage sur son territoire, la FAP a reçu des Mk V livrés directement par le Royaume-Uni.
- Royaume de Roumanie : quatorze Blenheim I des surplus de la RAF furent livrés à la Roumanie en novembre 1939.
- Suède : Ce pays neutre tenta d’obtenir 18 Blenheim IV fin 1939, commande refusée par le War Office.
- Turquie : douze Blenheim I furent livrés à la Turquie entre octobre 1937 et juillet 1938. 18 appareils supplémentaires furent livrés fin 1938. La Turquie a également reçu des Blenheim V en 1942.
- Royaume de Yougoslavie : Le gouvernement yougoslave acheta deux Blenheim I et une licence de production pour 50 appareils. Le premier Blenheim à sortir de l’usine Ikarus de Zemun (Belgrade) prit l’air en mars 1939. La RAF livra 22 Blenheim Mk I supplémentaires au royaume de Yougoslavie en 1939 dans le cadre de sa politique de renforcement de la Petite entente. Le 6 avril 1941, l’armée de l’air yougoslave disposait de 59 Blenheim équipant les 1er et 8e Régiment de Bombardement (23 appareils chacun) et le 11 Groupe Indépendant (13 avions). Le 1er Régiment effectua dans des conditions difficiles de nombreuses attaques à basse altitude sur les colonnes blindées allemandes (le commandant du régiment fut tué par des fragments de ses propres bombes), tandis que le 8e Régiment effectuait des bombardements sur Graz, Vienne et des objectifs militaires en Hongrie. Quelques appareils échappèrent aux destructions au sol pour être récupérés par l’aviation Croate[1].

## Dans les musées
- Blenheim Mk I [?] - Musée de l'Armée de l'Air grecque - Épave retirée du lac Prespa en mai 1993 - statut inconnu.
- Blenheim IV [BL-200] - Musée central de l'aviation finlandaise - En cours de restauration, le seul Blenheim original conservé au monde.
- Blenheim IV [XO-A] - Musée royal de l'Armée et d'Histoire militaire, Bruxelles - En exposition.
- Blenheim IVF [?] - Musée de l'armée de l'air grecque - Découvert immergé près de Rethymnon en juillet 1996 et stocké en attente de restauration.
- Bolingbroke IVT [L8756] - Royal Air Force Museum, Hendon, UK - En exposition
- Bolingbroke IVT [R3821] - Aircraft Restoration Company, Duxford, UK - Dernier exemplaire en état de vol, accidenté le 18 août 2004. En cours de reconstruction.
- Bolingbroke IVT [10076] - Pima Air and Space Museum, Arizona - Exposé depuis mai 2007 aux couleurs d'un Mk IV de la RAF, serial [Z9592]
- Bolingbroke IVT [9041] - Manx Aviation and Military Museum, Ronaldsway, UK - Fuselage avant
- Bolingbroke IVT [9893] - Aircraft Restoration Company, Duxford, UK - En cours de restauration
- Bolingbroke IVT [9940] - Museum of Flight, East Fortune, UK - En cours de restauration
- Bolingbroke IVT [9989] - The Nanton Lancaster Society Air Museum, Canada - Exposé aux couleurs d'un appareil du No 18 Sqdn abattu le 6 juillet 1940.
- Bolingbroke IVT [9992] - Musée national de l'aviation d'Ottawa, Canada - En exposition.